# Lsof
lsof là một lệnh có trong nhiều hệ điều hành tựa Unix ("list open files"), có chức năng xuất ra danh sách tất cả các tập tin đamg được mở và những tiến trình đang mở chúng. Tiện ích này được phát triển và hỗ trợ bởi Vic Abell, phó giám đốc đã về hưu của trung tâm tin học Đại học Purdue.
Các tập tin được mở trong hệ thống bao gồm các tập tin trên đĩa, đường ống, socket mạng và các thiết bị được sử dụng bởi các tiến trình. Một ví dụ cho ứng dụng của chương trình là khi không thể gỡ một ổ đĩa ra khỏi hệ thống vì một số tập tin đang được sử dụng. Chương trình sẽ liệt kê những tệp đang mở và tiến trình nào đang sử dụng chúng.
```
 
# lsof /var

 
COMMAND
     
PID
     
USER
   
FD
   
TYPE
 
DEVICE
 
SIZE/OFF
     
NODE
 
NAME

 
syslogd
     
350
     
root
    
5w
  
VREG
  
222
,5
        
0
 
440818
 
/var/adm/messages

 
syslogd
     
350
     
root
    
6w
  
VREG
  
222
,5
   
339098
   
6248
 
/var/log/syslog

 
cron
        
353
     
root
  
cwd
   
VDIR
  
222
,5
      
512
 
254550
 
/var
 
--
 
atjobs

```

Lệnh để xuất ra các cổng đang được một daemon sử dụng:
```
  
# lsof -i -n -P | grep sendmail

  
sendmail
  
31649
    
root
    
4u
  
IPv4
 
521738
       
TCP
 
*:25
 
(
LISTEN
)

```

Ta có thể thấy dịch vụ "sendmail" đang chờ kết nối trên cổng "25".
- -i  Liệt kê các IP socket.
- -n Không phân giải tên máy chủ.
- -P Không phân giải tên cổng (hiển thị số cổng thay vì tên cổng).

Lệnh sau liệt kê các socket trên Unix: lsof -U